# Domy obdarowania
Domy obdarowania (ang. endowment houses) – w Kościele Jezusa Chrystusa Świętych w Dniach Ostatnich budynki bądź miejsca przeznaczone do odprawiania obrzędów zazwyczaj zarezerwowanych dla świątyni. Wiązane przede wszystkim z początkowym okresem mormońskiej historii, odegrały istotną rolę w rozwoju kultu świątynnego. W teologii świętych w dniach ostatnich porównywane do Świętego Przybytku, przenośnej świątyni starożytnych Izraelitów. Najistotniejszy obiekt tego typu, Dom Obdarowania w Salt Lake City, poświęcono w 1855. Zburzony został w 1889, pośród kontrowersji wokół małżeństw poligamicznych. Analogiczne do domów obdarowania budynki lub miejsca występują również w innych denominacjach należących do ruchu świętych w dniach ostatnich.

## Pierwsze domy obdarowania

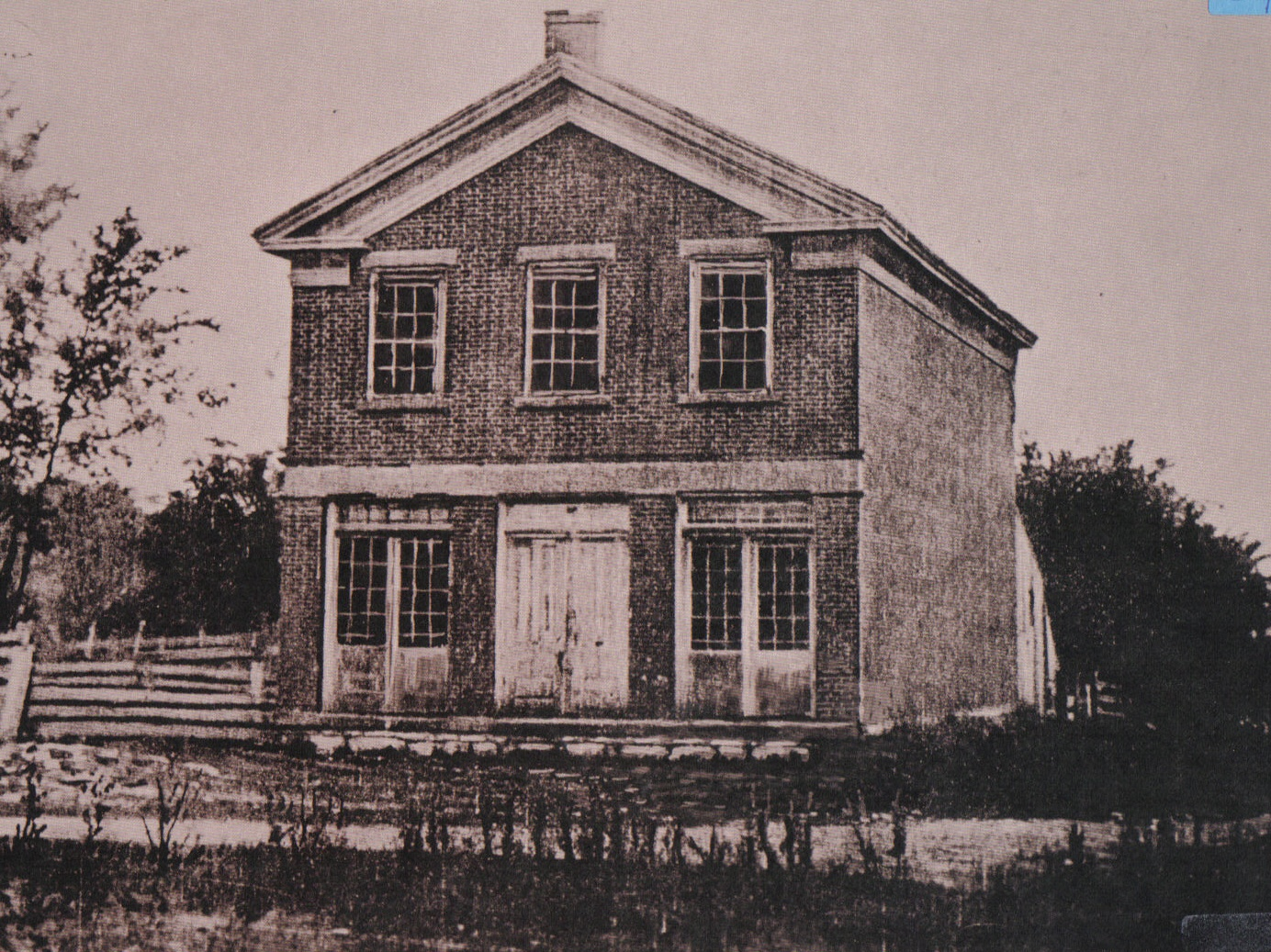
Sklep z czerwonej cegły, w którym mieścił się pierwszy dom obdarowania

Wiązane są przede wszystkim z początkowym okresem mormońskiej historii, w tym z początkami oraz samym rozwojem kultu świątynnego. Ceremonialne obmycia i namaszczenia zostały wprowadzone już w okresie, w którym centrum administracyjne mormonizmu znajdowało się w Kirtland w stanie Ohio. Odbywały się one w tak zwanej Szkole Proroków mieszczącej się w sklepie należącym do Newela K. Whitneya. Dodatkowo pierwsza świątynia wybudowana przez świętych w dniach ostatnich, wzniesiona również w Kirtland, miała pomieszczenia wykorzystywane do odprawiania wczesnych form obrzędów świątynnych. Znajdowały się one przeważnie na poddaszu świątyni. Miały charakter doraźny, służyły również jako miejsca spotkań rozmaitych rad oraz kworów kapłańskich.
Późniejsze domy obdarowania, o bardziej już rozwiniętej funkcji, teologicznie umocowane były zasadniczo w objawieniu z 1841. Objawienie to obecnie stanowi 124. rozdział Nauk i Przymierzy. Pierwsze miejsce, które można określić mianem domu obdarowania, znacznych rozmiarów pokój w górnych partiach sklepu należącego do Josepha Smitha, znajdowało się w Nauvoo w Illinois. 4 maja 1842 swe obdarowania otrzymała w nim garstka najbliższych współpracowników pierwszego mormońskiego przywódcy, wkrótce potem zaś ich małżonki. Obrzęd ten, wciąż wówczas w początkowej fazie swojego rozwoju, obejmował niemniej, tak jak i obecnie, szereg pouczeń wraz z rytuałami obejmującymi modlitwy, obmycia, namaszczenia oraz przystąpienie do przymierzy z Jezusem Chrystusem. Inny obrzęd, mianowicie chrzest za zmarłych, krótko odprawiany był również w rzekach nieopodal Nauvoo. Smith wspominał jednocześnie, że ubożsi wierni mogą otrzymywać swe obdarowania na szczytach górskich.
W najwcześniejszym okresie mormońskiej historii obrzędy świątynne regularnie powielały ten przechodni schemat, z domami obdarowania w różnych miejscach i o ograniczonej palecie odprawianych w nich ceremonii. W zasiedlonym przez świętych w dniach ostatnich Winter Quarters w dzisiejszej Nebrasce odprawiano, zgodnie z zaleceniem Brighama Younga, jedynie pieczętowania, pieczętowania związane z małżeństwami oraz adopcje. Jedynym wyjątkiem zdają się być tutaj chrzty za zmarłych przeprowadzone w tym miejscu przez Wilforda Woodruffa w kwietniu 1848.
Miejscem odprawienia większości obrzędów świątynnych podczas pobytu świętych w dniach ostatnich w Winter Quarters była naprędce skonstruowana budowla, której nadano nazwę Council House. Do niej też nawiązywał wspomniany niżej budynek wzniesiony już w Salt Lake City.
Chrzest za zmarłych praktykowano również poza najbliższymi okolicami Nauvoo, przede wszystkim między 15 sierpnia 1840 a 3 października 1841. Istnieją dowody na jego obecność w społecznościach świętych w Kirtland, Quincy i Limie. Można domniemywać, że pojawiał się również w praktyce religijnej wiernych zamieszkujących Montrose, Nashville, Ramus, LaHarpe czy Plymouth.

## Domy obdarowania we wczesnym Utah
Domy obdarowania – jako niezbędna część praktyki religijnej świętych w dniach ostatnich – obecne były również już w początkach mormońskiej kolonizacji dzisiejszego stanu Utah. Termin ten miał w tym okresie dosyć szeroki zakres znaczeniowy, zależny od kontekstu. Przez historyków architektury mormońskiej wymieniane pośród typów wyspecjalizowanych budowli kościelnych, które pojawiły się w XIX wieku, wraz z salą kapłańską, salą Stowarzyszenia Pomocy i biurem do spraw dziesięciny. Jednocześnie zalicza się je do budynków z zastosowaniem praktycznym ograniczonym zasadniczo do tego tylko stulecia. Poniżej omówiono poszczególne miejsca pełniące funkcję domu obdarowania już po mormońskiej migracji na zachód.
Ensign Peak, wzniesienie położone na północ od Salt Lake City, zostało uznane za naturalną świątynię i jako takie zostało poświęcone. Wykorzystano je jako dom obdarowania przynajmniej raz, podczas ceremonii z 21 lipca 1849. Swoje obdarowanie otrzymał wówczas Addison Pratt. Jakkolwiek kolejne wydarzenia przynależne do kultu świątynnego mogły mieć miejsce na Ensign Peak, nie ma na to bezpośrednich dowodów.
Czasem jako dom obdarowania służyło drugie piętro biura Brighama Younga, ówczesnego prezydenta Kościoła. Znacznie częściej jednakże obrzędy świątynne odprawiano w Council House, pierwszym większym budynku użyteczności publicznej wzniesionym w Salt Lake City. Między 21 lutego 1851 a 5 maja 1855 swe obdarowania otrzymało w nim 2222 członków Kościoła.

## Dom Obdarowania w Salt Lake City

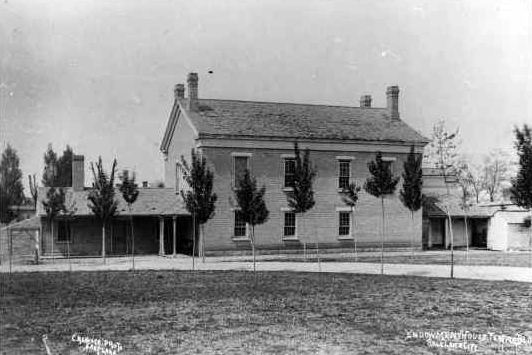
Dom Obdarowania na Placu Świątynnym w Salt Lake City

Z czasem wzniesiono budynek przeznaczony wyłącznie do kultu świątynnego, nad którym prace rozpoczęto w 1854. Jego wybudowanie kosztowało 10 tysięcy ówczesnych dolarów amerykańskich. Tak powstały Dom Obdarowania mieścił się w północno-zachodnim rogu Placu Świątynnego w Salt Lake City. Poświęcony został 5 maja 1855 przez Hebera C. Kimballa. Był dwupiętrowym budynkiem z dodatkowymi mniejszymi przedłużeniami po obu stronach. Mieścił pomieszczenie do obmyć oraz namaszczeń, jak również pokoje ogrodowy, światowy i terestialny (pierwsze piętro). Drugie piętro gościło natomiast pokój celestialny wraz z przylegającym doń pokojem pieczętowania. W czasie przeszło trzech dekad swego istnienia posłużył do odprawienia 54 170 obdarowań oraz przeszło 134 000 chrztów i konfirmacji za zmarłych. Rocznie zawierano w nim średnio również około 2500 małżeństw, co łącznie dało 31052 obrzędów mormońskiego małżeństwa świątynnego. Dodatkowo do 16 października 1884 odprawiono w nim łącznie 694 obrzędy drugiego namaszczenia. Podobnie jak świątynie obecnie był też miejscem dla kręgów modlitewnych. Ustanawiano w nim takoż świeżo powoływanych misjonarzy. Nie dokonywano w nim niemniej obdarowań za zmarłych. Wykluczono w nim również możliwość odprawiania niektórych innych obrzędów świątynnych.
Zaprojektowany przez kościelnego architekta Trumana O. Angella, został wzniesiony z myślą o wyłącznie swej funkcji obrzędowej. Odróżniał się w ten sposób od wcześniejszych świątyń, mających pomieścić jednocześnie znaczne grupy ludzi. Niepozorny, przez odwiedzających wczesne Salt Lake City był krytykowany jako obiekt niezwracający szczególnej uwagi. Jego wnętrze było wszakże bogato zdobione, również dzięki wykorzystaniu wyrafinowanej symboliki religijnej. Poza wspomnianymi wyżej pomieszczeniami o przeznaczeniu ściśle obrzędowym wyposażony był również w jadalnie oraz nowoczesne łazienki.
Dom Obdarowania został zamknięty 8 października 1876, na polecenie Brighama Younga. Mormoński przywódca podkreślił przy tej okazji konieczność skoncentrowania się na stworzeniu stałych struktur świątynnych w Utah. Wkrótce po śmierci Younga w 1877 Dom Obdarowania otwarto jednak ponownie, początkowo z myślą o zawieraniu w nim małżeństw. Od października 1879 odprawiano wszystkie uprzednio w nim obecne obrzędy świątynne. Omawiany obiekt zburzono ostatecznie w listopadzie 1889, w związku ze zbliżającym się ukończeniem świątyni Salt Lake oraz z kontrowersjami wokół małżeństw poligamicznych. Sama świątynia Salt Lake natomiast, kluczowy dla mormonizmu obiekt, została ostatecznie poświęcona 6 kwietnia 1893. Sam koncept domu obdarowania bywa przez świętych w dniach ostatnich porównywany do Świętego Przybytku, przenośnej świątyni starożytnych Izraelitów.
W Domu Obdarowania w Salt Lake City posługiwali liczni mormońscy przywódcy. Wymienić tutaj można choćby Daniela H. Wellsa, Josepha F. Smitha, Lorenzo Snowa czy Wilforda Woodruffa. Do służby w nim powoływane były również rozmaite kobiety kierujące afiliowanym przy Kościele Stowarzyszeniem Pomocy. Znalazły się wśród nich Eliza R. Snow, Elizabeth Ann Smith Whitney, Bathsheba W. Smith, Julina Lambson Smith i Edna L. Smith. Był pierwszą poświęconą budowlą w historii mormonizmu niedostępną dla osób spoza religii bądź nie mających prawa do uczestniczenia w kulcie świątynnym.
Mimo jego istotnej roli we wczesnej mormońskiej historii pozostaje strukturą w większości zapomnianą. Zauważa się jednak, że znaczna część współczesnych mieszkańców Utah może wywieść swoje pochodzenie od ludzi, którzy swe obrzędy świątynne otrzymali właśnie w Domu Obdarowania.

## Domy obdarowania w okresie późniejszym

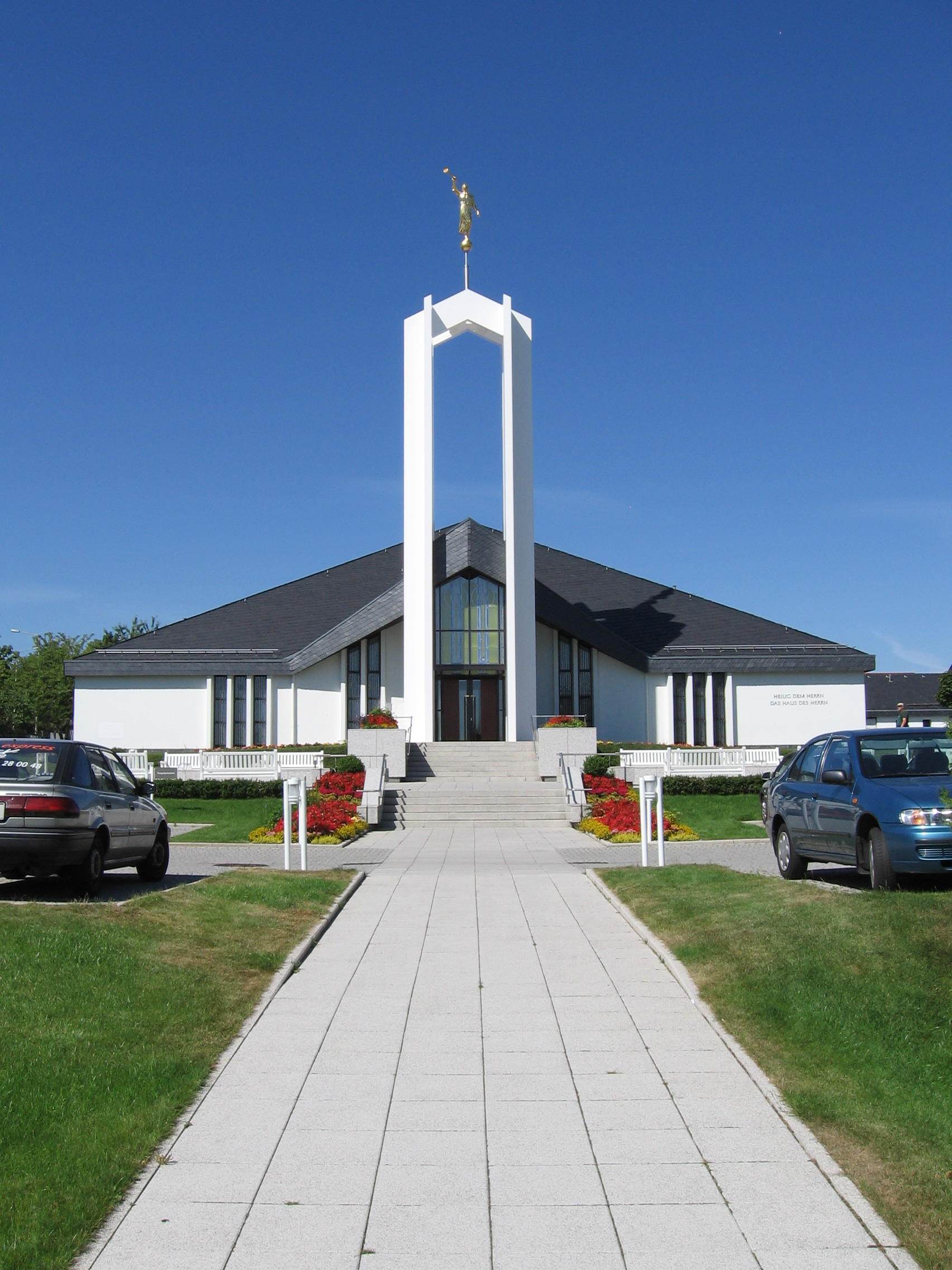
Świątynia we Freibergu. Jej budowa oraz poświęcenie spowodowały zarzucenie wcześniejszych planów odnośnie do wzniesienia domu obdarowania na terytorium ówczesnej NRD

Praktyka odprawiania obrzędów świątynnych poza świątyniami dobiegła końca wraz z ukończeniem pierwszych stałych obiektów tego typu. Niemniej sporadycznie przewija się ona w późniejszych dziejach Kościoła Jezusa Chrystusa Świętych w Dniach Ostatnich, wraz z samymi domami obdarowania. Pod koniec lat 70. XX wieku podejmowano próby wybudowania domu obdarowania w Karl-Marx-Stadt (Chemnitz) w ówczesnej Niemieckiej Republice Demokratycznej. Zostały one zarzucone na skutek napotkanych przez Kościół trudności biurokratycznych. Ostatecznie zarzucono też propozycję skonstruowania domu obdarowania w saksońskim Freibergu. To ostatnie miasto od 1985 gości świątynię mormońską, jedną z dwóch wzniesionych na terytorium Niemiec.
Domy obdarowania są jednocześnie częścią kultu świątynnego w innych denominacjach mormońskich, w tym w tych klasyfikowanych jako grupy fundamentalistyczne. Zjednoczone Bractwo Apostolskie (AUB) na przykład wzniosło swój własny dom obdarowania w Bluffdale w latach 80. XX stulecia. Przynajmniej jedno źródło podaje, że poza tym już wspomnianym, AUB posiada kilka innych domów obdarowania. Bractwo przy tym nie jest jedyną wspólnotą głoszącą nauki wywodzące się z mormońskiego fundamentalizmu, która odwoływała się do tradycji domów obdarowania. Prawdziwa Gałąź Kościoła Jezusa Chrystusa Świętych w Dniach Ostatnich, założona w 1978 przez Geralda W. Petersona Jr. doprowadziła do otwarcia własnego domu obdarowania na początku XXI stulecia. Postanowiła go przy tym wznieść w miejscowości Tonopah w Nevadzie, tak by zapewnić dostęp do obrzędów świątynnych swoim mieszkającym w dużym rozproszeniu geograficznym wiernym. Żywy i Prawdziwy Kościół Jezusa Chrystusa Świętych w Dniach Ostatnich (TLC), założony w Manti przez Jamesa D. Harmstona w 1994 wybudował z kolei obiekt tego typu prawdopodobnie na przełomie XX i XXI wieku. El Reino de Dios en su Plenitud, powstała w 1937 grupa jest wspólnotą związaną przede wszystkim z Colonia Industrial w meksykańskiej Ozumbie. Osiedle to zarządzane jest wedle tak zwanego zjednoczonego porządku, który zakłada między innymi nadzorowaną przez przywódców kapłańskich wspólnotę własności. Mieści się w nim między innymi znacznych rozmiarów kaplica oraz właśnie dom obdarowania.